# کلوتیلده اسپوزیتو
کلوتیلده اسپوزیتو (ایتالیایی: Clotilde Esposito؛ زادهٔ ۲۰ آوریل ۱۹۹۷) بازیگر اهل ایتالیا است. وی بازیگری را در مدرسه سینما، تئاتر و رقص «لا ریبالتا» در کاستلاماره دی استابیا فرا گرفت و همچنین در رشتهٔ حقوق تحصیل و فارغ‌التحصیل شد.
از فیلم‌ها یا مجموعه‌های تلویزیونی که وی در آن‌ها نقش داشته است، می‌توان به جایی در آفتاب اشاره نمود.